# Celestino Pons Albí
Celestino Modesto Pons Albí (Xàbia, 1865 - 5 de març de 1920) fou un advocat i polític valencià, alcalde de Xàbia i president de la Diputació d'Alacant.
Era fill del notari Antoni Pons Fourrat, va estudiar dret a la Universitat de València i va exercir de jutge municipal a Xàbia de 1907 a 1909. Tot i que segons la premsa de jove va militar en el carlisme, posteriorment va militar al Partit Liberal Fusionista, del que en 1897 fou secretari general del districte de Dénia. Alhora va col·laborar a El Progreso fins que va publicar a Dénia El Liberal (1897-1898). Fou regidor i alcalde de Xàbia. El seu germà Antonio també fou alcalde de Xàbia.
Va acompanyar José Canalejas y Méndez en la seva escissió del Partit Demòcrata, del que en fou màxim representant a la seva comarca. En 1911 fou escollit diputat a la diputació d'Alacant pel districte de Dénia-Callosa d'en Sarrià i el 1915 pel de la Vila Joiosa-Xixona. El maig de 1918 fou escollit president de la Diputació d'Alacant. Deixà el càrrec el març de 1919 per problemes personals de salut i de solvència de la Corporació, enmig d'una vaga dels treballadors municipals a causa de l'impagament de les nòmines.